# Hals (Dänemark)
Hals ist eine fleckensähnliche Ortschaft im Vendsyssel in Dänemark. Im Ort leben 2497 Einwohner (Stand 1. Januar 2023). Hals befindet sich etwa 31 km östlich von Aalborg und etwa 7 km südlich von Hou.
Hals liegt an der östlichen Einfahrt in den Limfjord, der dort seit 1961 von einer Fähre nach Egense überquert wird. Der Ort lebt zum großen Teil vom Tourismus. Bemerkenswert ist die Festung von Hals mit vier Bastionen und umlaufenden Gräben. Vor den Gräben befinden sich Ravelins und das zugehörige Glacis.

## Hals Gemeinde
Die Stadtrechte erhielt Hals im Jahr 1656, nachdem ein Jahr zuvor die Zollstelle im Limfjord von Aalborg nach Hals verlagert worden war. Die Zollstellen waren bis 1911 in Betrieb.
Hals war von 1970 bis zur Kommunalreform am 1. Januar 2007 Zentrum der gleichnamigen Gemeinde im Nordjyllands Amt mit 11.448 Einwohnern (Stand: 2005) und einer Fläche von 190,70 km². Seit Anfang 2007 ist Hals Teil der Aalborg Kommune.
Der letzte Bürgermeister vor der Kommunalreform war Bent Sørensen von der sozialdemokratischen Partei Dänemarks.

## Galerie

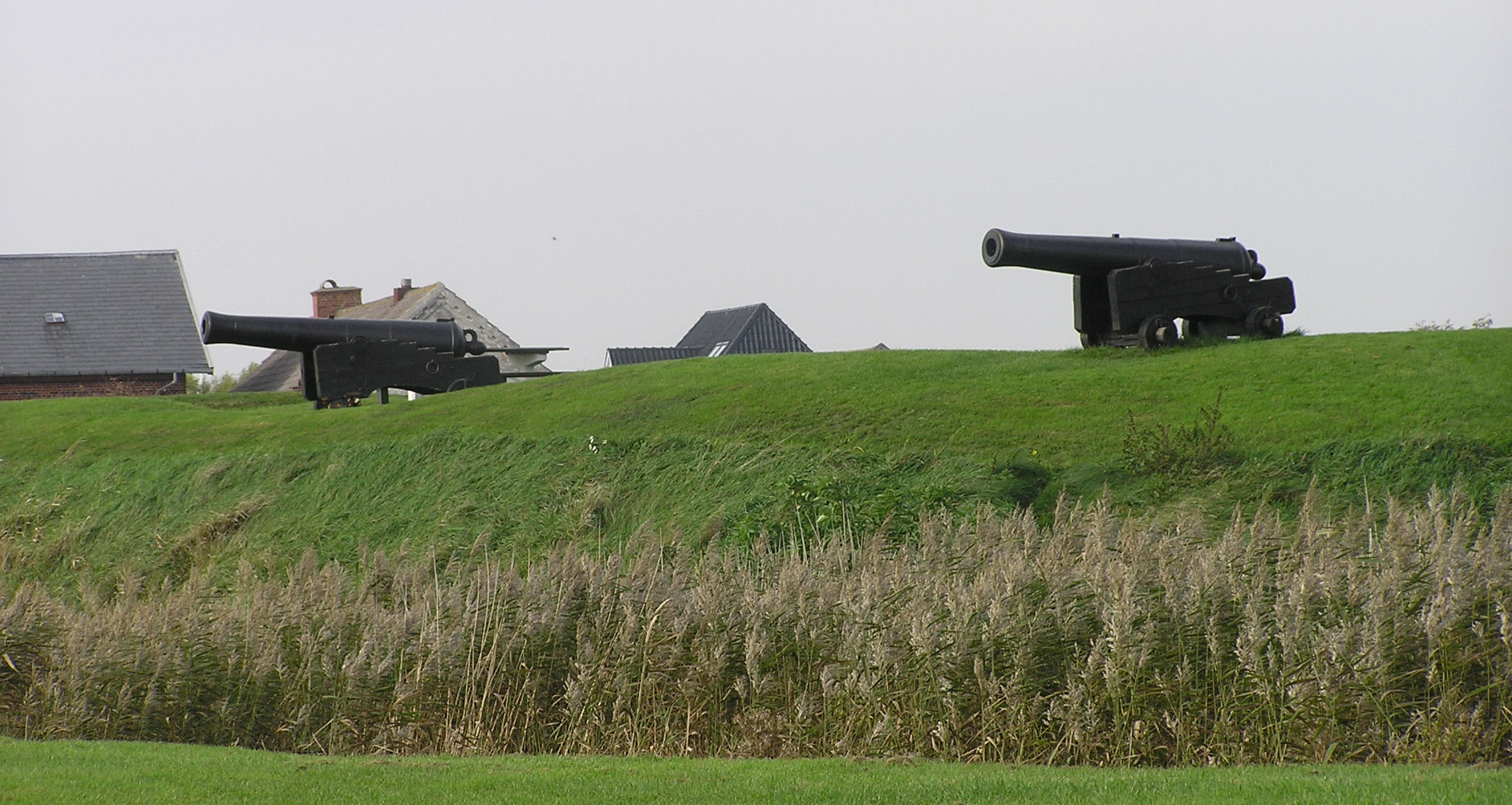
Hals Schanze
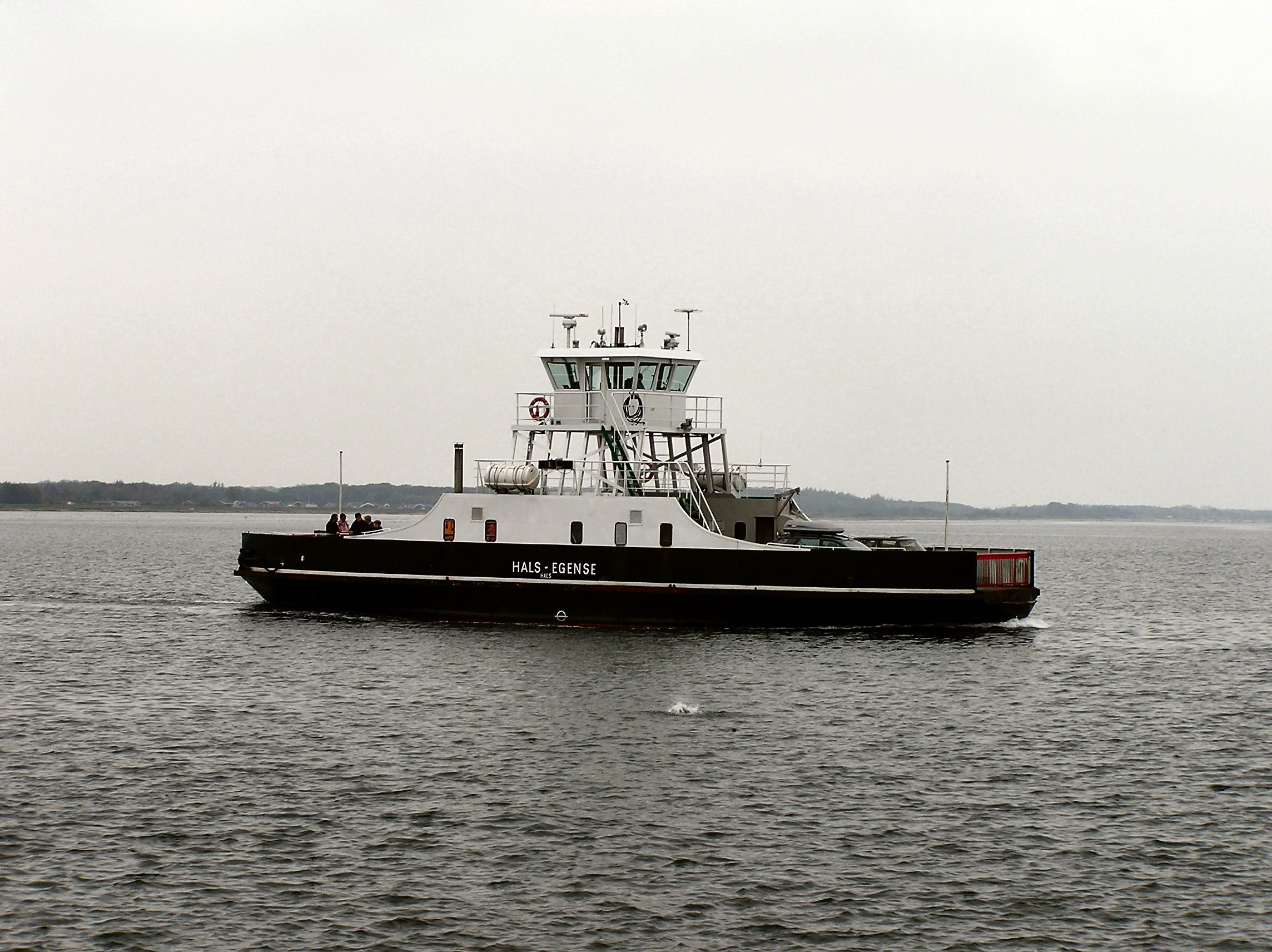
Die Fähre Hals–Egense
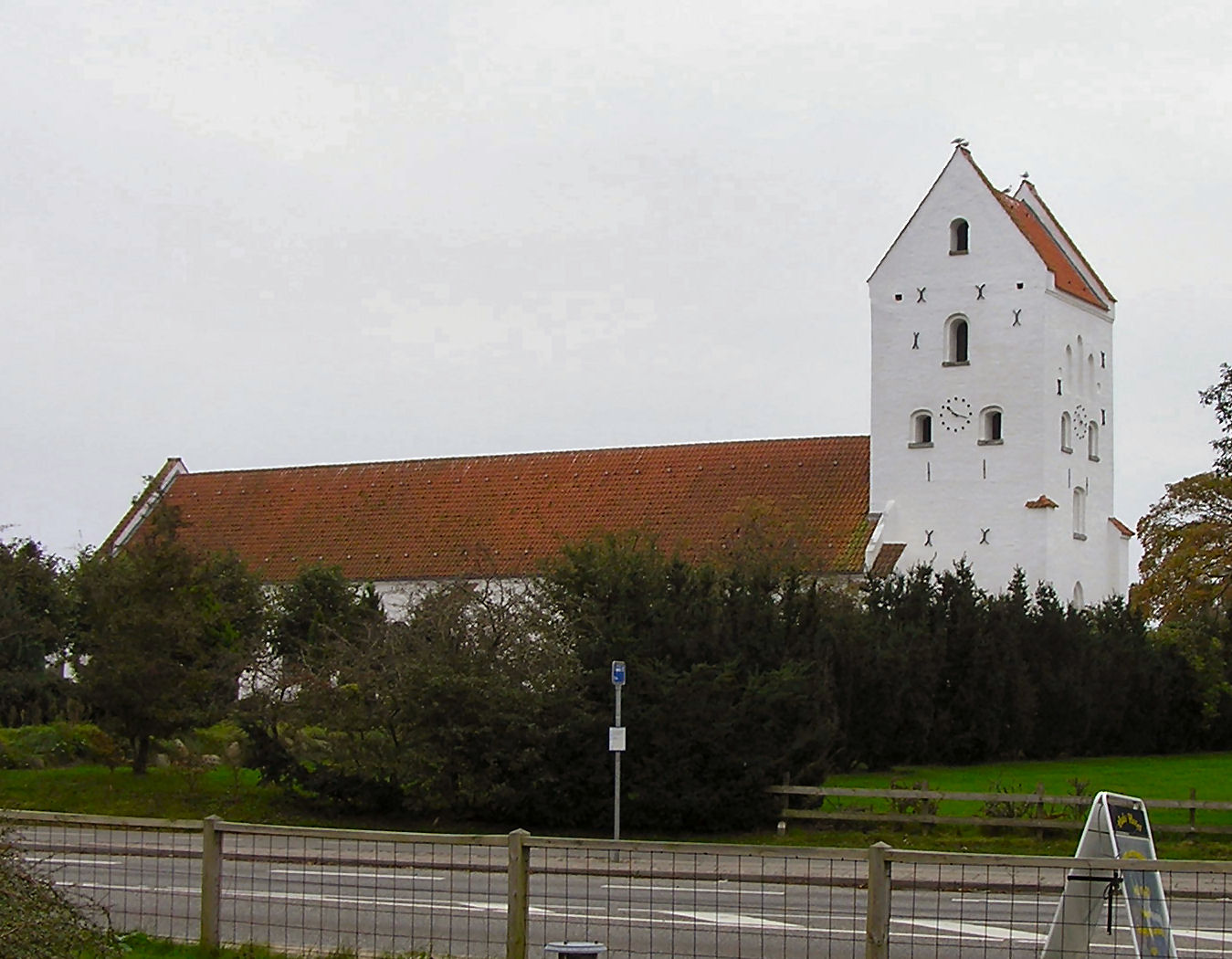
Die Kirche in Hals
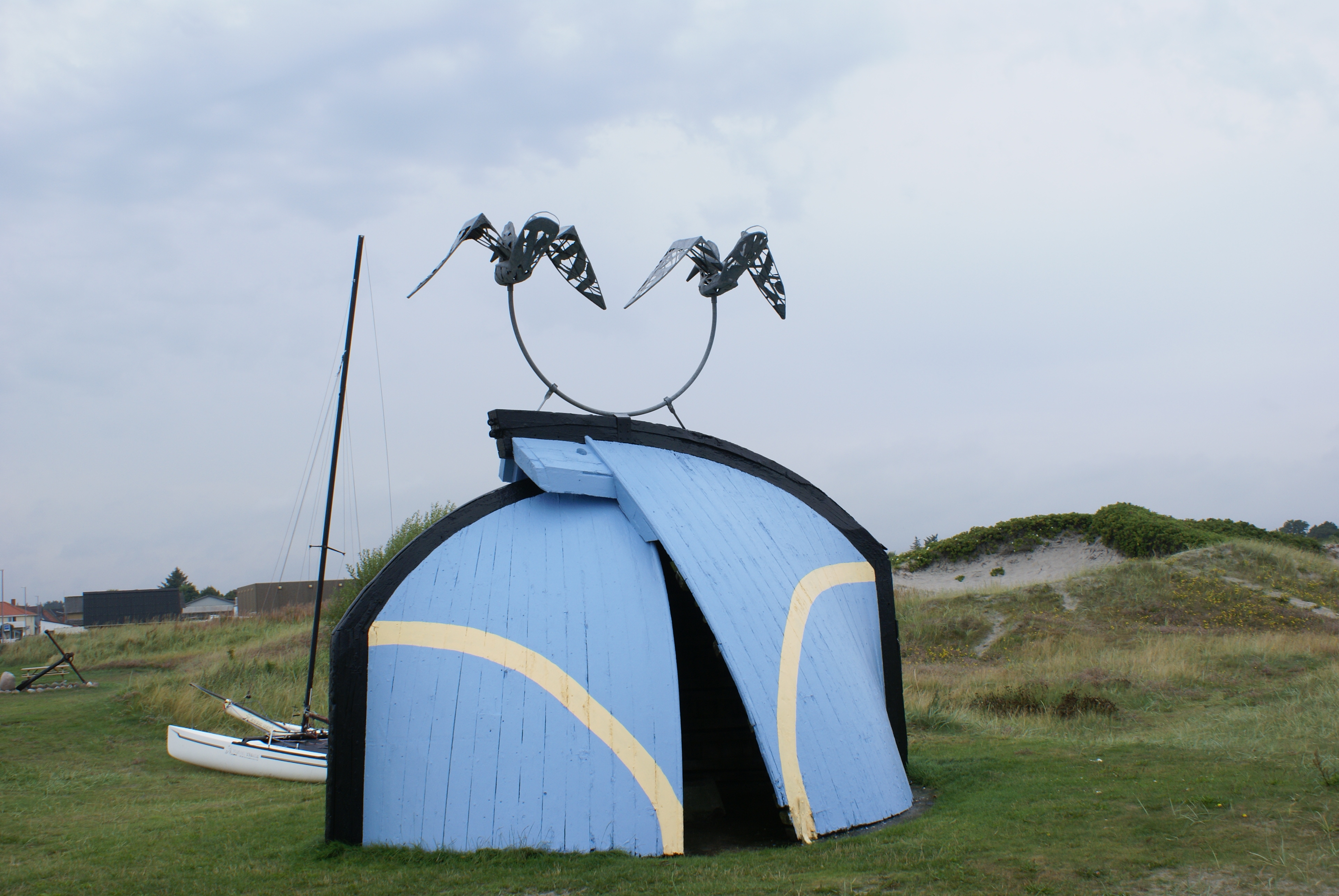
Windharfe am Hafen von Hou